# Loyalty (album de Screwball)
Pour les articles homonymes, voir Loyalty.
Albums de Screwball
Y2K: The Album
(2000) Screwed Up
(2004)
Singles
1. Torture
Sortie : 2001

Loyalty est le deuxième album studio de Screwball, sorti le 26 juin 2001.
L'album s'est classé 8e au Top Independent Albums, 11e au Top Heatseekers, 44e au Top R&B/Hip-Hop Albums et 185e au Billboard 200.

## Liste des titres
| No  | Titre                                         | Contient un (des) sample(s) de                                        | Durée |
| --- | --------------------------------------------- | --------------------------------------------------------------------- | ----- |
| 1.  | The Intro                                     |                                                                       | 1:50  |
| 2.  | Like a Gangsta (featuring Matrix Bars)        |                                                                       | 4:42  |
| 3.  | Where You At? (featuring Nature)              |                                                                       | 4:10  |
| 4.  | Live and Let Die                              |                                                                       | 3:54  |
| 5.  | Torture (featuring M.O.P.)                    | If You Lose Your Woman de Zoo                                         | 3:06  |
| 6.  | Check the Resume                              |                                                                       | 0:33  |
| 7.  | When the Sun Goes Down                        | Jealous Love de Bobby Womack                                          | 3:20  |
| 8.  | Turn It Up                                    | Take Me Just as I Am de Lyn Collins                                   | 4:21  |
| 9.  | I Spit (featuring Black Attack)               |                                                                       | 4:08  |
| 10. | Loyalty (featuring Cormega)                   | I Love You More Than You'll Ever Know de Blood, Sweat & Tears         | 4:26  |
| 11. | Real Niggaz                                   |                                                                       | 4:19  |
| 12. | Gorillas (featuring Kool G Rap et Noreaga)    | When There's a Will, There's a Way des Crusaders                      | 3:55  |
| 13. | My Niggas                                     |                                                                       | 3:24  |
| 14. | Too High, Too Low (featuring Tragedy Khadafi) |                                                                       | 3:20  |
| 15. | Street Life                                   |                                                                       | 3:50  |
| 16. | The Booth (Interlude)                         |                                                                       | 0:59  |
| 17. | The Bio                                       |                                                                       | 4:01  |
| 18. | Gotta Believe (featuring Complexion)          |                                                                       | 4:04  |
| 19. | Screwed Up (featuring Psycho Les)             | Life Could de Rotary Connection Never Can Say Goodbye de O'Donel Levy | 4:22  |